# Нижнее Котто
Нижнее Котто (фр. Basse-Kotto; санго Sêse tî kömändâ-kötä tî Do-Kötö) — префектура на юге Центральноафриканской Республики.
- Административный центр — город Мобае.
- Площадь — 17 604 км², население — 203 887 человек (2003 год).

## География
Граничит на западе и севере с префектурой Уака, на северо-востоке с префектурой Верхнее Котто, на востоке с префектурой Мбому (по реке Котто), на юге с Демократической Республикой Конго (по реке Убанги).

## Субпрефектуры
- Алиндао
- Кембе
- Мингала
- Мобае